# NGC 4277
NGC 4277 est une petite galaxie lenticulaire située dans la constellation de la Vierge. NGC 4277 a été découverte par l'astronome germano-britannique William Herschel en 1786.

## Caractéristiques
NGC 4277 présente une large raie HI.

### Distance
Sa vitesse par rapport au fond diffus cosmologique est de 2 533 ± 24 km/s, ce qui correspond à une distance de Hubble de 37,4 ± 2,6 Mpc (∼122 millions d'al).

## Groupe de NGC 4261
Selon un article publié en 2006 par Chandreyee Sengupta et Ramesh Balasubramanyam, NGC 4277 est une galaxie brillante dans le domaine des rayons X et elle fait partie du groupe de NGC 4261 qui comprend au moins 27 autres galaxies brillantes également dans le domaine des rayons X. On trouve parmi ses membres les galaxies NGC 4180, NGC 4197, NGC 4215, NGC 4223, NGC 4233, NGC 4255, NGC 4261, NGC 4269, NGC 4287, NGC 4292, IC 3155 et UGC 7411.
Ce même groupe est aussi mentionné dans un article publié par A.M. Garcia en 1993, mais il ne comprend que 13 galaxies dont trois ne brillent pas dans le domaine des rayons X : NGC 4241, NGC 4234 et MCG 1-31-30. Trois des galaxies du groupe de Sengupta et Balasubramanyam (NGC 4269, NGC 4292 et IC 3155) font partie d'un autre groupe mentionné par Garcia dans son article, le groupe de NGC 4235 et la galaxie NGC 4255 se retrouve dans le groupe de M61. La galaxie NGC 4223 ne figure pas dans les groupes de Garcia ni dans le groupe de M60, un vaste de groupe de 227 galaxies décrit par Abraham Mahtessian dans un article publié en 1998 dans lequel se retrouve de nombreuses galaxies du groupe de NGC 4261 et des deux groupes de Garcia.
D'autre part, NGC 4277 ainsi que IC 3155 et NGC 4287 du groupe de Sengupta, sont les trois seules galaxies des catalogues NGC et IC à ne pas figurer dans le groupe de M60. Ces trois galaxies ainsi que toutes les galaxies du groupe de NGC 4261 sont cependant des membres de l'amas de la Vierge.